# Salmedigter
Salmedigter er en digter, der i større eller mindre grad skriver salmer.

## Danske salmedigtere
- Hans Adolph Brorson
- Jens Nordahl Brun
- N. F. S. Grundtvig
- B. S. Ingemann
- Johannes Johansen
- Hans Anker Jørgensen
- Thomas Kingo
- Holger Lissner
- Jens Rosendal
- Hans Christensen Sthen
- Ambrosius Stub
- Karl Laurids Aastrup
- Ole Sarvig

## Udenlandske salmedigtere
- Trygve Bjerkrheim
- Petter Dass
- Paul Gerhardt
- Svein Ellingsen
- M.B. Landstad
- Martin Luther
- Lina Sandell
- Isaac Watts
- Charles Wesley
- Nikolaus Ludwig von Zinzendorf